# 廊下 (漁場建築)

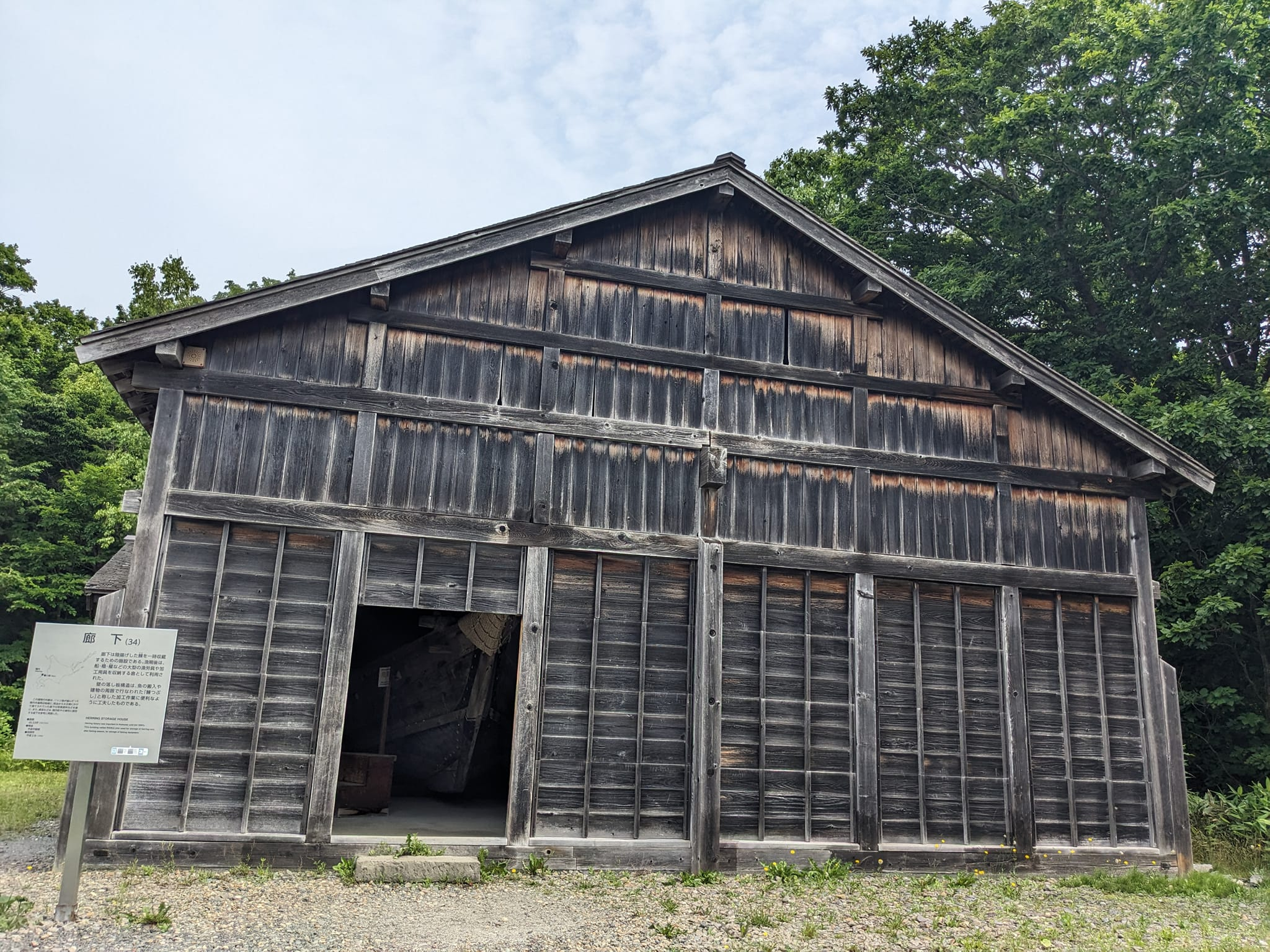
札幌市厚別区、『北海道開拓の村』に復元された廊下

廊下（ろうか）は、江戸時代後期から昭和初期にかけて北海道から樺太にかけてのニシン漁場において、水揚げしたニシンの一時的な保管目的で建造された倉庫建築である。

## 名称
江戸時代中期の宝暦年間（1751年から1764年）に描かれた「江差檜山屏風」には、のちの明治大正期と同様の屋根付き、落とし板構造のニシン集積施設が描かれている。約30年後の天明4年（1784年）、松前、江差方面を旅した紀行家・平秩東作が記した旅日記『東遊記』誌上において「浜に納屋を作り是をラウカといふ。蘆家なるべし」のと記述があり、ロウカの語は仮小屋に由来する、と述べている。

## 構造

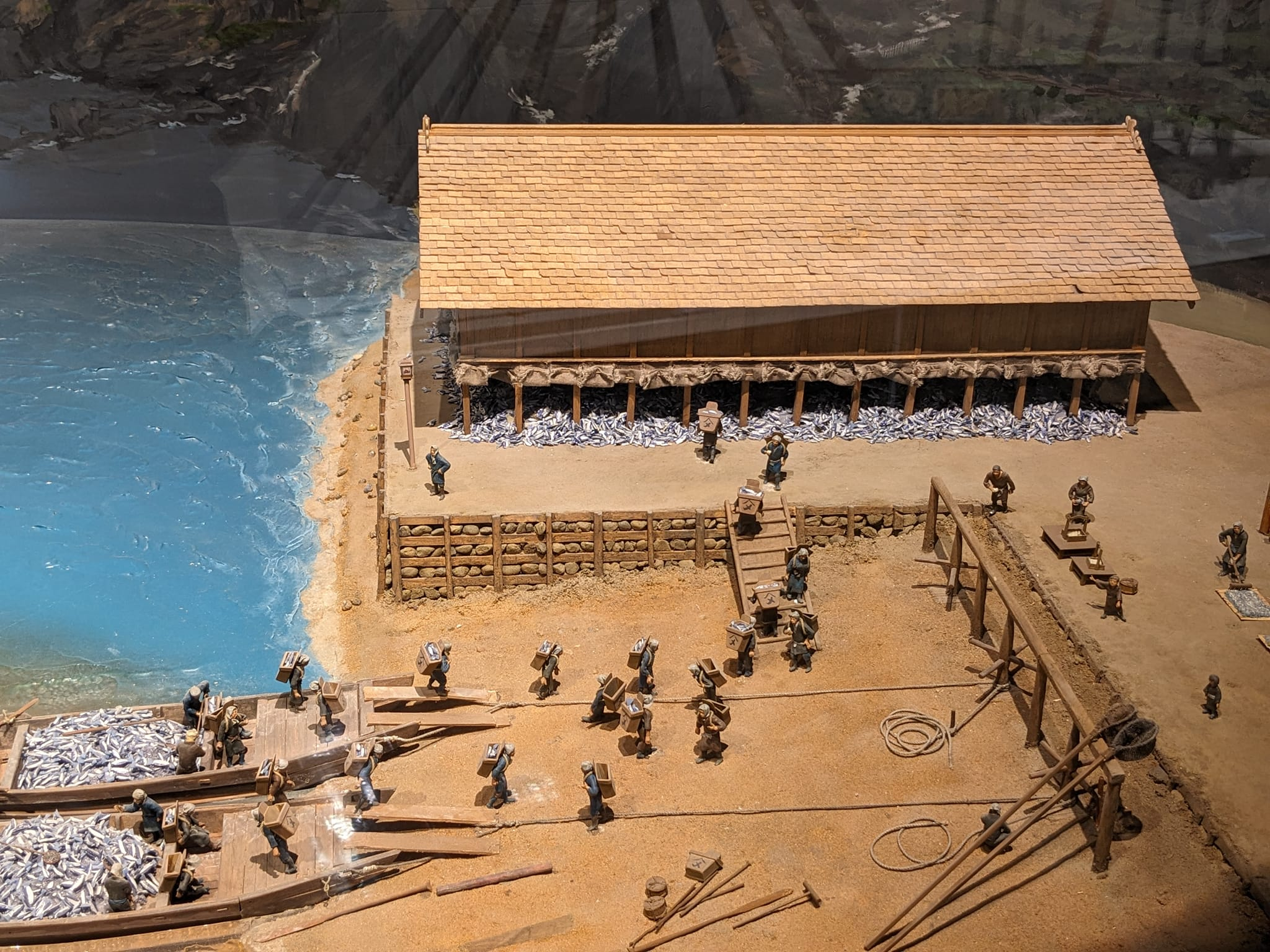
水揚げしたニシンを廊下に収める状況。作業員が出入りしやすいよう、前部の板壁は取り外し可能（北海道博物館ジオラマ）

廊下は魚の集積や船の収蔵に便利なよう、鰊漁場の建造物の中でも最も海岸に近い位置に建てられる。海岸から小石を極力取り除いた上で粘土で固めた床の上に築いた、木造、柾葺きの切妻屋根の建築で、ニシンの運搬係が出入りしやすいよう、前部の板壁は取り外しができる仕様である。間口4間、奥行き8間の大型の廊下ならば、内部に生ニシンを1.8mの高さに積み込めば700から800石は収蔵できた。
ニシンが廊下に収まり切らない場合は屋外の一隅を竹やスダレで囲った臨時の収蔵場所を設ける。これを魚坪（なつぼ）と呼ぶ。水揚げされたニシンは木製の背負い箱「モッコ」を背負う運搬係によって一時的に廊下や魚坪に収められ、順次鰊粕や身欠きにしんに加工された。なお廊下も魚坪にも冷蔵設備は無いため、中の魚は必然的に常温保存となる。特に屋外施設の魚坪ではニシンの劣化を防ぐため100石に対して塩を30㎏入りの叺にして12～24俵分も散布した。

## 文化

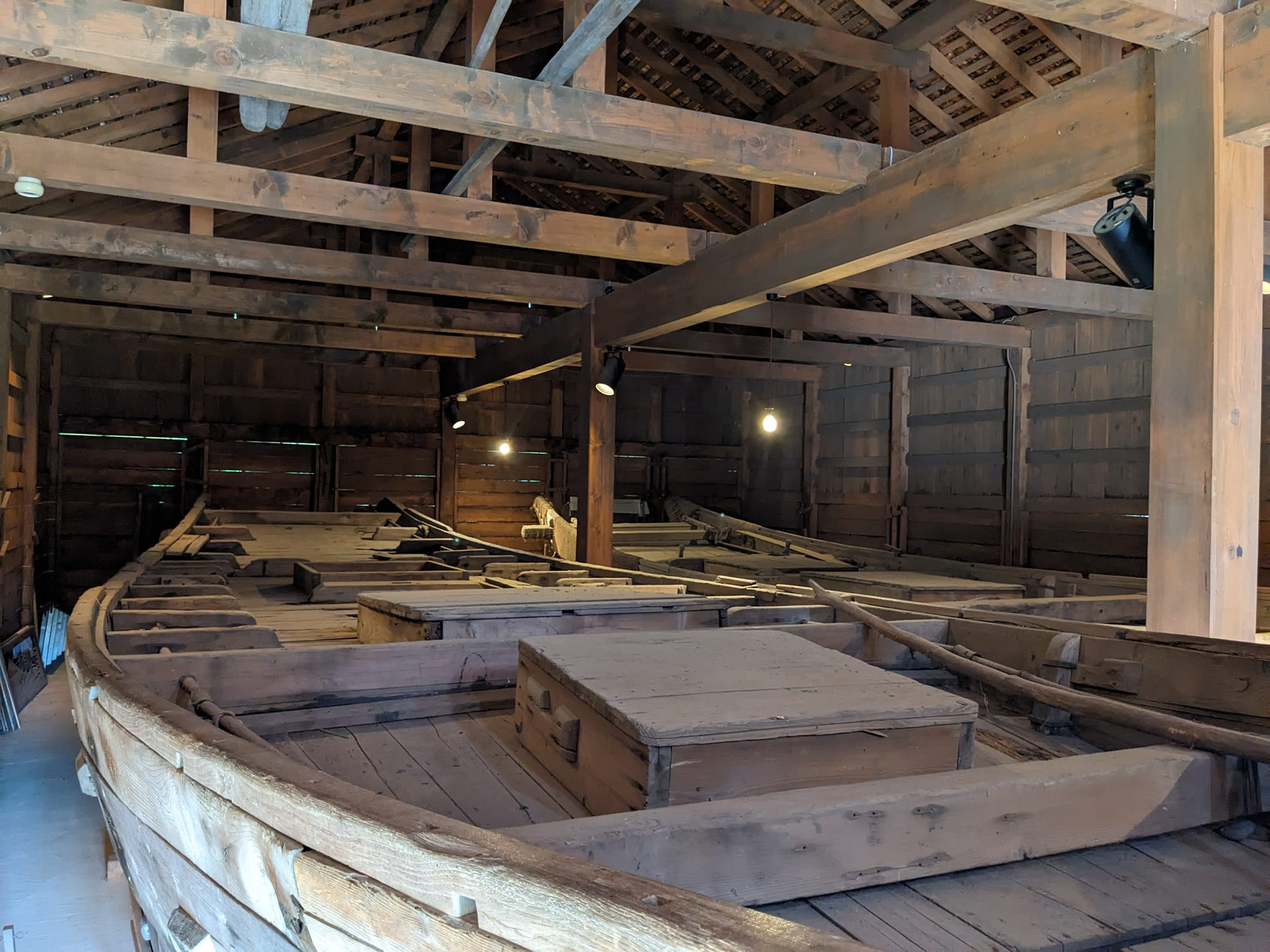
廊下の内部に収められた漁船

魚坪を設置することはニシンが廊下に入りきらない、つまり大漁を意味するため、中のニシンをすべて処理し終えるごとに「魚坪洗い」（なつぼあらい）と称する祝いを催した。漁夫や雇の女衆に手ぬぐいを配り、酒、牡丹餅、まくり汁（後述）を振舞った。
大漁の折は貯蔵されたニシンの処理にも時間がかかるため、内部のニシン、特に底に収められたものは上からの圧力で水分や油分が抜け、常温のために発酵しかかった状態になる。これを「ローカつかれ」と呼ぶ。ローカつかれしたニシンは手で開いて骨を取り除き、腹腔にギョウジャニンニクやアサツキなど匂いの強い山菜を詰めた上で昆布出汁で煮た、塩味の汁物にした。これを「まくり汁」と呼び、癖があるがなかなか美味いものであったという。
漁期が終盤になり廊下内部のニシンをすべて処理し終えると、床を清掃した上で「魚坪洗い」を改めて開く。続いて今季の漁で壊れた漁具を修理した上で漁夫たちに既定の給金や報奨金を払い、「あごわかれ」と称される送別会へと至る。
ニシン漁期が終わった後の廊下は、船の格納庫として用いられた。長さ10m以上、幅3m はある漁船搬入の妨げとならないよう、廊下の前部は板壁に加えて柱も取り外し自由の構造だった。

## 参考資料
- 山田健、矢島睿、丹治輝一『北海道の生業2 漁業・諸職』明玄書房、1981年。ASIN B000J7S2OU。
- 日本の食生活全集 青森 編集委員会『日本の食生活全集2 聞き書き 青森の食事』農文協、1986年。ISBN 978-4540860324。
- 北海道民具事典編集委員会『北海道民具事典 Ⅱ』北海道新聞社、2020年。ISBN 978-4-89453-928-0。